# Немцова, Божена
Боже́на Не́мцова (чеш. Božena Němcová, урождённая Барбора Новотна, Barbora Novotná; 4 февраля 1820[…], Вена[…] — 21 января 1862[…], Прага, Земли Чешской короны[…]) — чешская писательница, родоначальница современной чешской прозы. Её младший сын — Ярослав, учёный-помолог.

## Биография
Отец неизвестен. Её матерью была Тереза Новотна, ключница в доме герцогини Вильгельмины Саган (Катерины Заганьской). Не имея детей, Вильгельмина стала приёмной матерью многим молодым девушкам, причем Божена пользовалась её особенным покровительством. Поэтому подозревают, что она, возможно, была внебрачной дочерью самой Вильгельмины и Меттерниха, либо графа Карла Клам-Мартиница, либо Виндишгреца. Согласно другой версии, Божена может быть племянницей Вильгельмины, будучи дочерью её сестры Доротеи и графа Карела Клам-Мартинича. В пользу гипотезы о внебрачном происхождении свидетельствуют внешнее сходство и очень теплые отношения Немцовой и Катерины Заганьской, а также то, что Немцова выглядела старше своего возраста (в качестве истинных дат рождения предлагались 1816 или 1817 год). С другой стороны, есть веские аргументы против данной спекуляции (например, сходство сестер Панкловых), позволяющие её опровергнуть. Божена Немцова изобразила Вильгельмину Саган в своей повести «Бабушка» (1855) как идеал женщины. Этот образ был настолько трогательным, что в чешской культуре выражение «paní kněžna» стало подразумевать собственно Вильгельмину. Другой прототип родной героини «Бабушки» — родная бабушка писательницы Мария Магдалена Новотна-Чудова.
Летом 1820 года, когда Божене было полгода, её мать Тереза Новотна вышла замуж за кучера Иоганна Панкла и изменила фамилию не только себе, но и дочери. Иоганн далее в документах указывается как юридический отец Божены. В следующем году семья переехала в Ратиборжице, где жила бабушка Божены — Магдалена Новотна, оказавшая на неё большое влияние.
С 1826 по 1833 год училась в школе в Ческа-Скалице.
В 1837 году по настоянию родителей вышла замуж за Йозефа Немеца (1805—1879), работавшего налоговым инспектором. Их дети: Генек, Карел, Теодора и Ярослав.
По характеру службы Немец часто переводился в другие города, и семья была вынуждена переезжать вместе с ним. Брак не стал счастливым.
В 1840 году лечилась у доктора Й. Чейки, с которым подружилась и который познакомил её с патриотически настроенными писателями. В следующем году переехала в Прагу.
В 1843—1847 годах семья жила в Домажлице, где под влиянием Вацлава Болемира Небеского и Карела Яромира Эрбена Немцова начала писать по-чешски. Первым её произведением стало стихотворение «Чешским женщинам» (1843). Написав ещё несколько стихотворений, Немцова перешла на прозу. Самым заметным произведением данного периода стали публицистические «Картины домажлицких окрестностей» (1845—1846) и «Народные сказки и предания» (ч. 1—7, 1845—1847), занявшие особое место в её творчестве.
В 1848 году Йозеф Немец был обвинен в связях с революционерами, и начальство принялось переводить его из города в город до тех пор, пока в 1850 году не отправило в Венгрию. Немцова с четырьмя детьми переехала в Прагу, где сразу вошла в круг патриотических литераторов. В 1851 году побывала с детьми на курорте в Ческе-Тршебове, а в 1852 году отправилась к мужу в Венгрию, попутно посетив Словакию и оставив об этом путевые заметки. В последующие годы совершила ещё несколько поездок в Венгрию.
В 1853 году Йозефу Немецу снизили жалованье наполовину, а вскоре уволили. Немцова обращалась за помощью к пражским друзьям, но часто безуспешно. Это, а также последовавшая вскоре смерть сына Гинека ещё больше обострило отношения супругов. Йозеф Немец даже подал заявление на развод, но затем отозвал его.

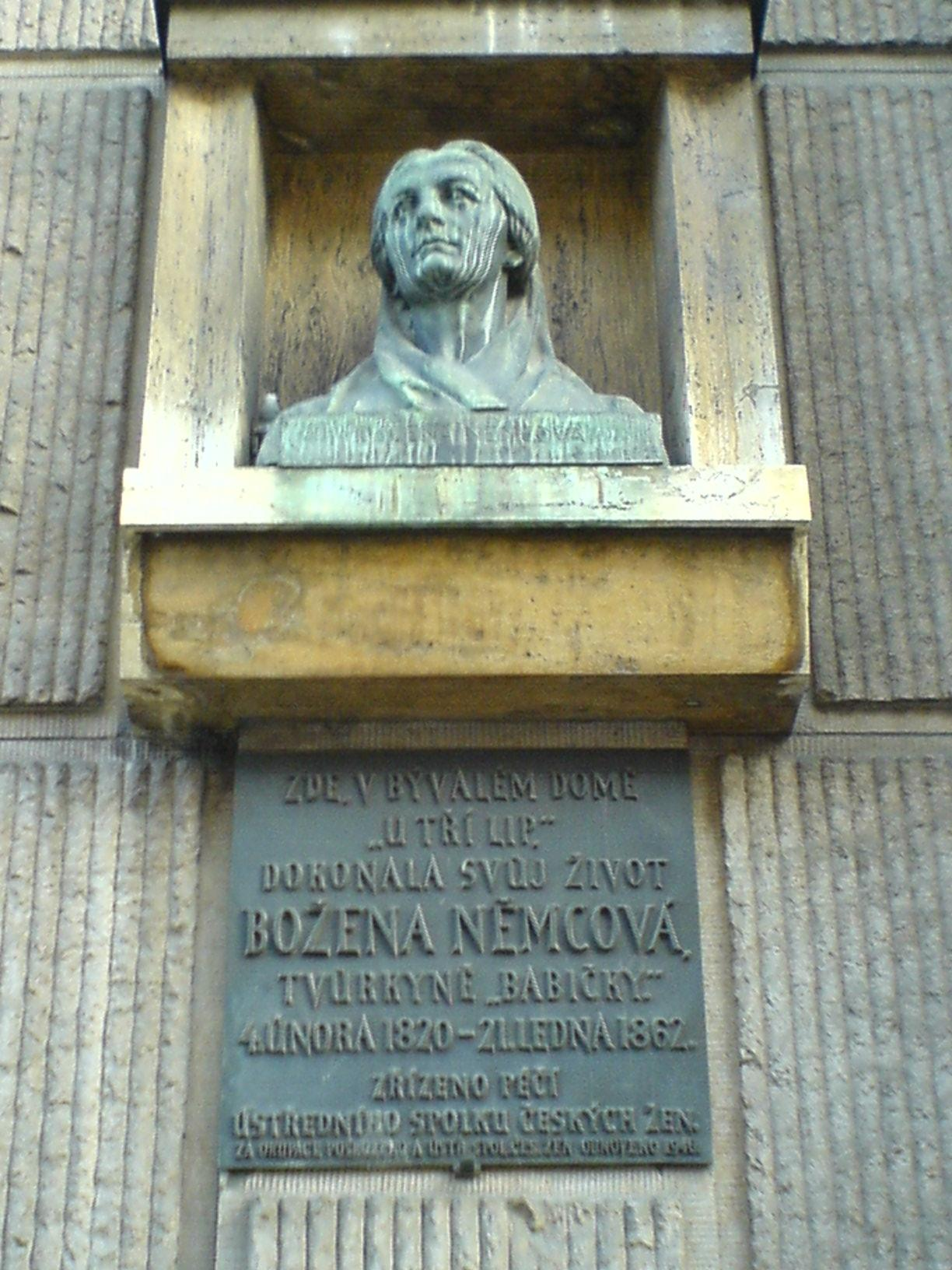
Мемориальная доска на доме, где скончалась Божена Немцова

В том же году Немцова написала рассказ «Барушка». В 1855 году были написаны рассказы «Карла» и «Сестры», а также повесть «Бабушка», ставшая самой популярной реалистической вещью в её творчестве, и повесть «Горная деревня», которую сама Немцова считала своим лучшим произведением.
В том же году семья поселилась на Ечной улице, а через некоторое время переехала на улицу На Слупи (сейчас на обоих домах — мемориальные доски).
Немцова познакомилась с редактором газеты «Моравске новины» Франтишеком Клацелем, который публиковал её произведения, и сестрами Роттовыми (Каролиной Светлой и Софией Подлипской), а также сблизилась с маевцами, однако жила уединенно, появившись лишь на похоронах Карела Гавличка-Боровского.
Самыми яркими работами этого периода стали «Дикая Бара» (1856), «Хороший человек» (1858), «Домик в горах» (1858), «В замке и около замка» (1858), «Словацкие сказки» (1857—1858), собранные и переведённые Немцовой, и рассказ «Господин учитель», ставший её последним произведением.
Осенью 1861 года покинула мужа и уехала в Литомишль, но начавшаяся болезнь и финансовые трудности вынудили её вернуться назад. 21 января 1862 года скончалась в своем пражском доме «У трёх лип» На Пршикопе.
До самой смерти жила в унизительной нищете, часто голодая. Неоднократно обращалась за помощью к чешским патриотическим кругам. Эта скудная помощь особенно контрастировала с пышностью похорон, организованных теми же патриотическими кругами, и славой, полученной Немцовой посмертно.
Похоронена на Вышеградском кладбище.

## Память
В честь Божены Немцовой назван астероид (3628) Божнемцова (чеш. Božněmcová) из группы главного пояса, открытый 25 ноября 1979 года чешским астрономом Зденькой Вавровой в обсерватории Клеть около Ческе-Будеёвице.

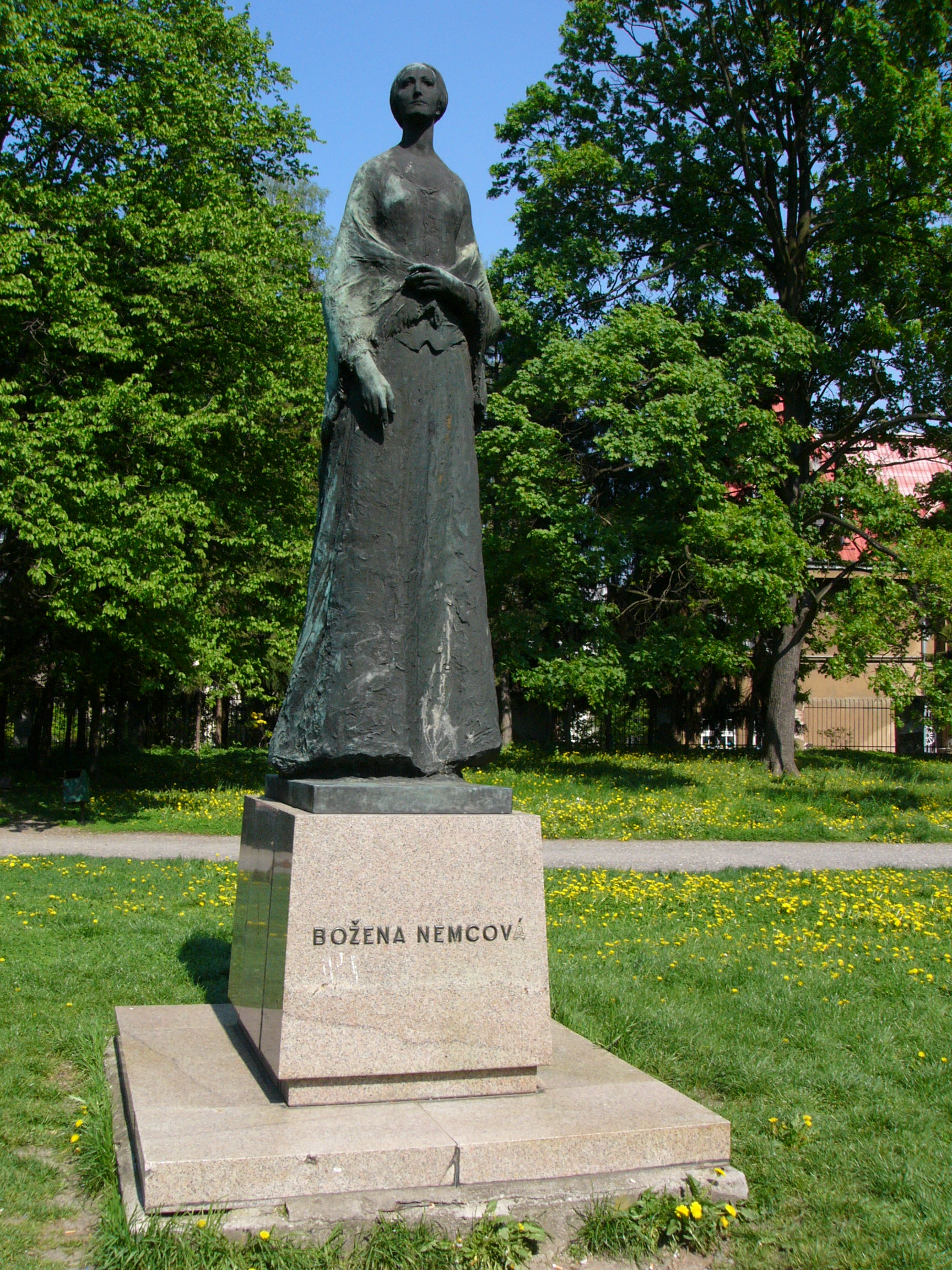
Памятник Божене Немцовой в Оломоуце

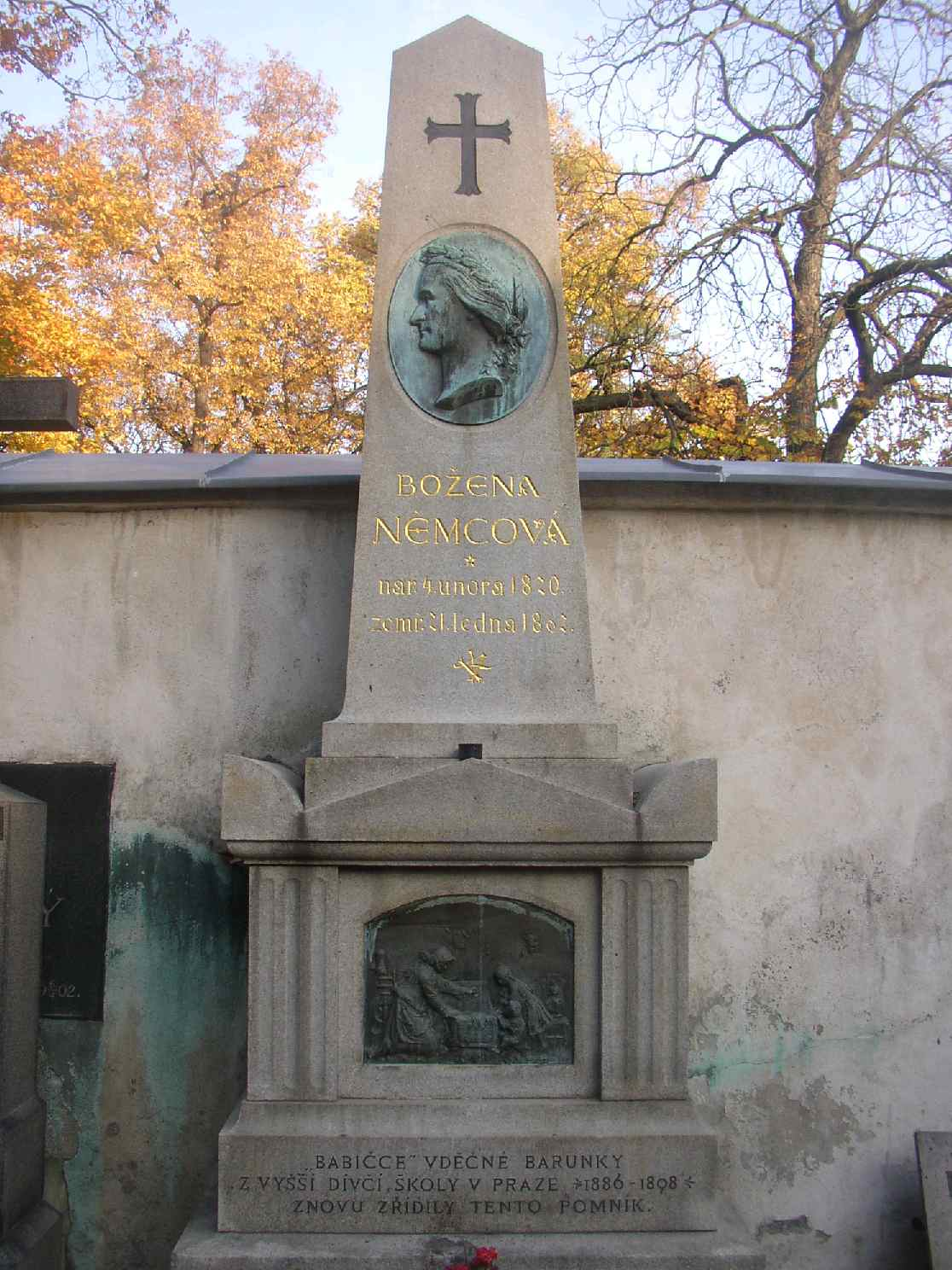
Могила Божены Немцовой на Вышеградском кладбище

Установлен памятник в Оломоуце, мемориальная доска на доме, где скончалась писательница.

## Фильмография

### Образ писательницы
- 1962 — «Горячее сердце», Чехословакия. Актриса Йиржина Шворцова.
- 2004 — «Сквозь эту ночь я не вижу ни одной звезды», Германия. Режиссёр Дагмар Кнёпфель.

### Экранизации
- 1940 — «Бабушка» — кинофильм по одноимённой повести.
- 1949 — «Дикая Бара» — кинофильм по одноимённой повести.
- 1954 — «Жил-был король» — фильм по сказке «Соль дороже золота».
- 1971 — «Бабушка» — телефильм по одноимённой повести.
- 1971 — «Принц Баяя» — фильм по одноимённой сказке.
- 1973 — «Три орешка для Золушки» — фильм по одноимённой сказке.
- 1978 — «Принц и Вечерняя Звезда» — кинофильм по сказке «О зонтике, лунном свете и ветряной мельнице».
- 1993 — «Семь воронов» — фильм по одноимённой сказке.
- 1995 — «Как завоевать принцессу» — фильм по сказке.